# انحلال‌پذیری

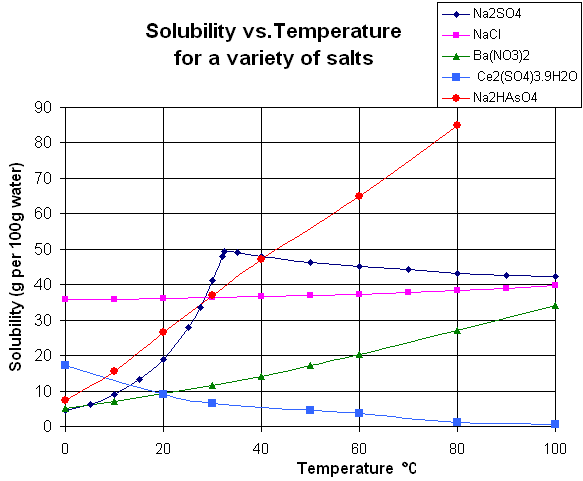
نمودار انحلال پذیری بر حسب دما برای چند نمک شیمیایی

انحلال‌پذیری (به انگلیسی: Solubility) یا حل‌شوندگی مفهومی بنیادی در علم شیمی و مبحث محلول‌ها است که میزان حل شدن یک ماده (جامد، مایع یا گاز) را در یک حلال مشخص (جامد، مایع یا گاز) بیان می‌کند. این کمیت با عواملی چون نوع حلال، دما و فشار رابطه دارد. هر محلولی یک مقدار مشخص از یک حل‌شونده را می‌تواند در خود حل کند. برای مثال گفته می‌شود انحلال‌پذیری شکر در آب برابر X است؛ یعنی بیشترین مقداری که می‌شود شکر را در ۱۰۰ گرم آب حل کرد برابر X گرم است. اگر کمتر از X گرم در آب شکر حل شود، به این محلول، محلول سیر نشده می‌گویند. اگر در آب به مقدار X گرم شکر حل شود، به این محلول، محلول سیر شده می‌گویند. حال می‌توان محلول را گرم کرد تا انحلال‌پذیری اش بالا برود. حال شکر بیشتر از قبل در آن حل می‌شود. اگر این ماده سرد شود، رسوب می‌کند. به این محلول، محلول فراسیر شده می‌گویند.
محلولی که به جنس ماده بستگی دارد اندازه انحلال‌پذیری خود در دما و فشار مشخص، ماده‌ای را در خود حل کرده باشد، محلول اشباع (سیر شده) گویند و در صورتی که بیش از این مقدار ماده در محلول حل شود، محلول را فوق اشباع (فراسیر شده) می‌نامند.
معمولاً انحلال‌پذیری مواد مختلف را به صورت گراف نسبت به عوامل دیگری چون دما و فشار نمایش می‌دهند.
انحلال‌پذیری به نوعی بیانگر این است که در ۱۰۰ گرم حلال در شرایط X، چند گرم حل شونده می‌توان حل کرد. اگر درصد حل‌شونده ما در محلول از این مقدار بیشتر باشد، گفته می‌شود یک محلول فرا سیر شده داریم، اگر مقدار درصد حل شونده در محلول از این مقدار کمتر باشد، گفته می‌شود محلول سیر نشده داریم.
بیشترین مقدار ماده ای که می‌تواند در ۱۰۰ گرم آب (یا هر حلال دیگر) با دمای معین حل شود را انحلال‌پذیری آن ماده می‌گویند.

## کمی‌سازی حلالیت

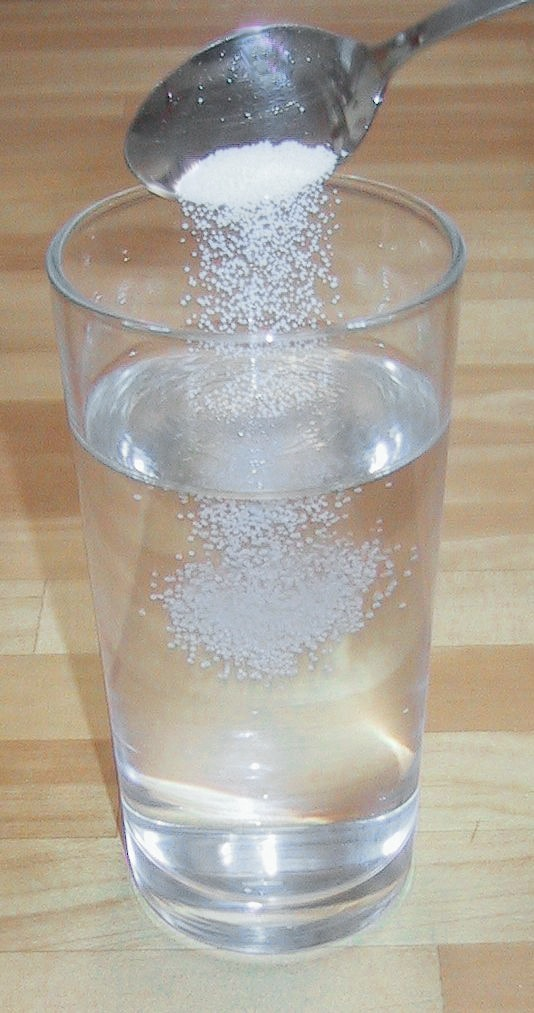
محلول نمک در آب (نمک معمولی، آب لوله‌کشی معمولی)

حلالیت یک حل‌شونده خاص در یک حلال خاص به‌طور کلی به عنوان غلظت یک محلول اشباع از این دو بیان می‌شود. برای بیان این غلظت چندین روش وجود دارد که هرکدام می‌توانند مورد استفاده قرار بگیرند، مانند جرم، حجم، یا مقدار بر حسب مول حل‌شونده برای جرم، حجم یا مقدار مول خاصی از حلال یا محلول.
به ازای هر مقدار حلال
به‌طور خاص، کتاب‌های راهنمای شیمیایی اغلب حلالیت را به صورت گرم حل‌شونده در ۱۰۰ میلی لیتر حلال یا به صورت گرم حل‌شونده در هر دسی لیتر حلال بیان می‌کنند. در مواردی هم به صورت گرم حل‌شونده در لیتر حلال بیان شده است. در عوض، مقدار حلال را می‌توان به صورت جرمی، به صورت گرم حل‌شونده در هر ۱۰۰ گرم حلال یا به صورت گرم حل‌شونده در هر کیلوگرم حلال بیان کرد. ممکن است عدد در این مورد به صورت درصد بیان شود و از علامت اختصاری "w/w" برای نشان دادن "وزن در هر واحد وزن" استفاده شود. (مقادیر g/L و g/kg برای آب مشابه هستند، اما ممکن است برای حلال‌های دیگر صدق نکنند)
به عنوان روش دیگر می‌توان حلالیت یک حل‌شونده را به صورت مول بر جرم بیان کرد. به عنوان مثال، اگر مقدار حلال به کیلوگرم داده شود، مقدارحلال به صورت مولالیته (mol/kg) داده می‌شود.
به ازای هر مقدار محلول
حلالیت یک ماده در یک مایع نیز ممکن است به عنوان مقدار حل‌شونده در هر مقدار محلول بیان شود نه حلال. به عنوان مثال، در روش تیتراسیون، ممکن است به صورت مول حل‌شونده در هر لیتر محلول (mol/L)، مولاریته ثانویه، بیان شود.
در زمینه‌های تخصصی‌تر، حلالیت ممکن است توسط کسر مولی (مول حل‌شونده در مول کل حل‌شونده به اضافه حلال) یا با کسر جرمی در حالت تعادل (جرم حل‌شونده در هر جرم حل‌شونده به اضافه حلال) داده شود. هر دو اعداد بدون بعد و بین ۰ و ۱ هستند که ممکن است به صورت درصد (%) بیان شوند.
حل‌شونده مایع و گاز
برای محلول‌های مایعات یا گازها در مایعات، مقدار هر دو ماده ممکن است به جای جرم یا مول، به صوزت حجم داده شود. مانند لیتر حل‌شونده در لیتر حلال یا لیتر حل‌شونده در لیتر محلول. این مقدار ممکن است به صورت درصد داده شود، و مخفف "v/v" برای "حجم در هر واحد حجم" ممکن است برای نشان دادن این انتخاب استفاده شود.
تبدیل مقادیر حلالیت
تبدیل بین این روش‌های مختلف اندازه‌گیری حلالیت بی‌اهمیت نیست، زیرا ممکن است به دانستن چگالی محلول نیاز داشته باشد - که اغلب اندازه‌گیری نمی‌شود و نمی‌توان آن را پیش‌بینی کرد. در حالی که جرم کل با انحلال حفظ می‌شود، حجم نهایی ممکن است با حجم حلال و مجموع دو حجم متفاوت باشد.
علاوه بر این، بسیاری از جامدات (مانند اسیدها و نمک‌ها) در صورت حل شدن به روش‌های غیرضروری تجزیه می‌شوند. در این موارد، مجموع مول‌های مولکول‌های حل‌شونده و حلال در واقع مجموع مول‌های محلول ذرات مستقل، نیست.

## عوامل مؤثر بر حلالیت
حلالیت برای فازهای خاص تعریف شده است. به عنوان مثال، انتظار می‌رود که حلالیت آراگونیت و کلسیت در آب متفاوت باشد، حتی اگر هر دو پلی‌مورف کلسیم کربنات باشند و فرمول شیمیایی یکسانی داشته باشند.
حلالیت یک ماده در ماده دیگر با تعادل نیروهای بین مولکولی بین حلال و حل‌شونده و تغییر آنتروپی که با حلالیت همراه است تعیین می‌شود. عواملی مانند دما و فشار این تعادل را تغییر داده و در نتیجه انحلال پذیری را تغییر می‌دهند.
حلالیت همچنین ممکن است به شدت به حضور گونه‌های دیگر محلول در حلال بستگی داشته باشد، به عنوان مثال، آنیون‌های تشکیل‌دهنده کمپلکس (لیگاندها) در مایعات. حلالیت همچنین به کم یا زیاد بودن یک یون مشترک در محلول بستگی دارد، پدیده‌ای که به عنوان اثر یون مشترک شناخته می‌شود. حلالیت به میزان کمتری به قدرت یونی محلول‌ها بستگی دارد. دو اثر آخر را می‌توان با استفاده از معادله تعادل انحلال پذیری کمی سازی کرد.
حلالیت همچنین به اندازه فیزیکی کریستال یا قطره حل‌شونده بستگی دارد. برای کریستال‌های بسیار معیوب، حلالیت ممکن است با افزایش درجه بی‌نظمی افزایش یابد. هر دوی این اثرات به دلیل وابستگی ثابت حلالیت به انرژی گیبس کریستال رخ می‌دهند.
دما
حلالیت یک حل‌شونده معین در یک حلال معین تابع دما است. بسته به تغییر در آنتالپی (ΔH) واکنش انحلال، به عنوان مثال، در ویژگی گرماگیر (ΔH > 0) یا گرمازا (ΔH <0) واکنش انحلال، حلالیت یک ترکیب معین ممکن است با دما افزایش یا کاهش یابد. معادله وانت هوف تغییر ثابت تعادل حلالیت (Ksp) را به تغییر دما و به تغییر آنتالپی واکنش مرتبط می‌کند. برای اکثر جامدات و مایعات، حلالیت آنها با دما افزایش می‌یابد زیرا واکنش انحلال آنها گرماگیر است (ΔH > 0). در آب مایع در دماهای بالا، (به عنوان مثال نزدیک شدن به دمای بحرانی)، حلالیت حل‌شونده یونی به دلیل تغییر خواص و ساختار آب مایع، تمایل به کاهش دارد.
فشار
وابستگی به فشار حلالیت گاهی اوقات اهمیت عملی دارد. به عنوان مثال، رسوب‌گیری میدان‌های نفتی و چاه‌های نفتی توسط کلسیم سولفات (که حلالیت آن را با کاهش فشار کاهش می‌دهد) می‌تواند منجر به کاهش بهره‌وری با گذشت زمان شود.

## قطبیت
یک حل‌شونده در حلالی که ساختار شیمیایی مشابهی با خودش دارد، بر اساس آنتروپی مطلوب اختلاط، به بهترین وجه حل می‌شود. این دیدگاه ساده انگارانه است، اما یک قانون کلی مفید است. ظرفیت حلالیت کلی یک حلال در درجه اول به قطبیت آن بستگی دارد. برای مثال، یک حل‌شونده بسیار قطبی (آب دوست) مانند اوره در آب بسیار قطبی بسیار محلول است، در متانول با قطبیت نسبتاً کمتر محلول است و عملاً در حلال‌های غیرقطبی نامحلول است. در مقابل، یک املاح غیرقطبی یا چربی‌دوست مانند نفتالین در آب نامحلول، در متانول نسبتاً محلول و در بنزن غیرقطبی بسیار محلول است.

به عبارت ساده‌تر، یک ترکیب ساده یونی (با یون‌های مثبت و منفی) مانند کلسیم کلرید (نمک طعام) به راحتی در یک حلال بسیار قطبی حل می‌شود. 

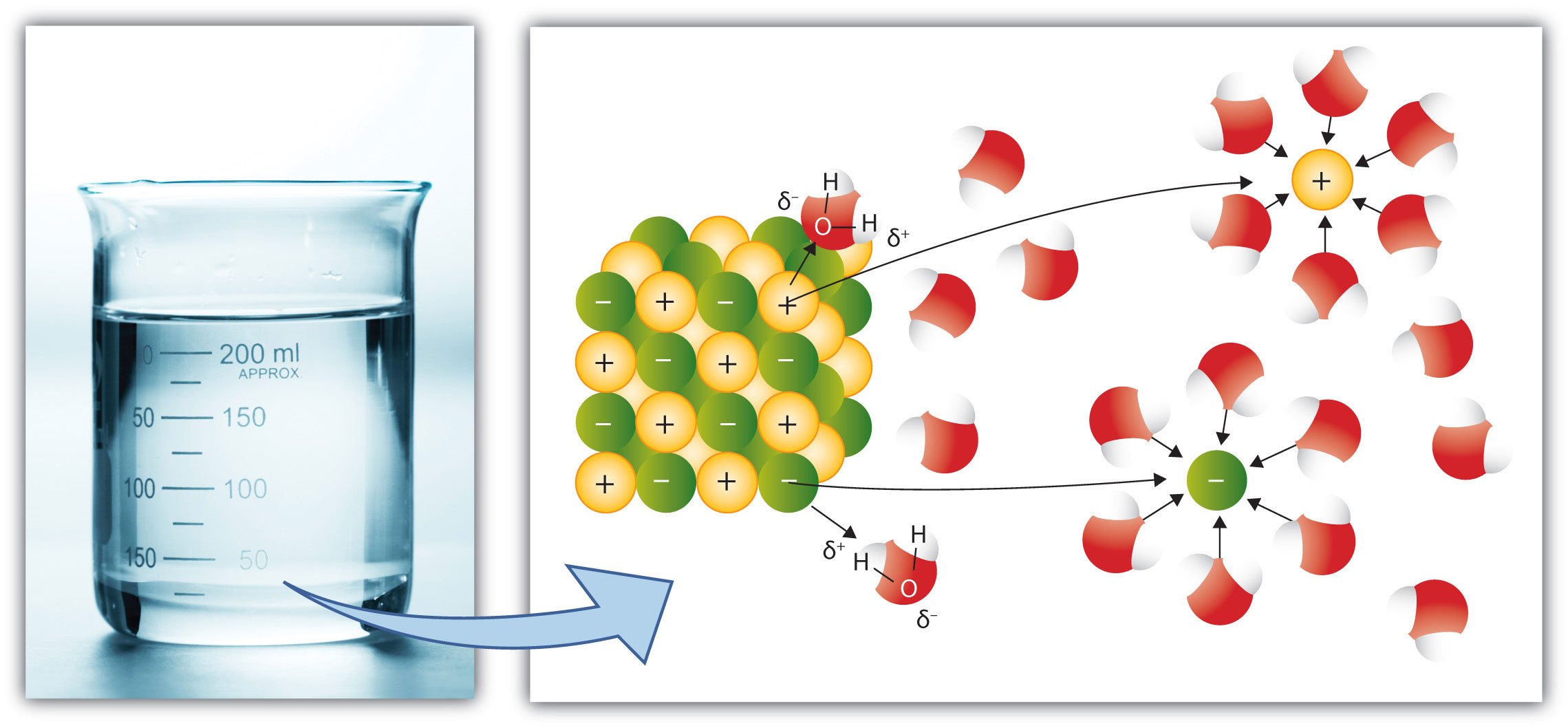

شیمیدانان اغلب از تفاوت در حلالیت‌ها برای جداسازی و خالص‌سازی ترکیبات از مخلوط‌های واکنش، با استفاده از تکنیک استخراج مایع-مایع استفاده می‌کنند. این امر در حوزه‌های وسیعی از شیمی از سنتز دارو گرفته تا بازفرآوری سوخت هسته‌ای مصرف شده اعمال می‌شود.